# Pacific County
Pacific County je okres ve státě Washington ve Spojených státech amerických. K roku 2010 zde žilo 20 920 obyvatel. Správním městem okresu je South Bend. Celková rozloha okresu činí 3 170 km².